# ديفيد هنري هاميلتون
ديفيد هنري هاميلتون (بالإنجليزية: David Henry Hamilton)‏ هو سياسي أمريكي، ولد في 8 أغسطس 1843 في أكسفورد في الولايات المتحدة، وتوفي في 30 مايو 1929. انتخب عضو مجلس نواب تكساس.